# گراتسیادیو ایزایا آسکولی
گراتسیادیو ایزایا آسکولی (۱۶ ژوئیه ۱۸۲۹ – ۲۱ ژانویه ۱۹۰۷) یک زبانشناس ایتالیایی بود.
وی در گوریتزیا در امپراتوری اتریش چشم به جهان گشود و در میلان در پادشاهی ایتالیا درگذشت.
وی از خانواده ای ایتالیایی‌زبان و یهودی، در شهری چندفرهنگی و چند نژادی بود. از این رو در زمان کودکی، به چند زبان مانند آلمانی، فریولی، اسلوونیایی و ونیزی سخن می‌گفت.
در ۱۸۵۴ نخستین کتابش را دربارهٔ زبانهای شرقی چاپ نمود و نام آریا-اروپایی را برای زبان‌هایی که از خانواده ای که امروزه بیشتر هندواروپایی گفته می‌شوند، برگزید. گرچه اندکی پس از او در ۱۸۶۱ ماکس مولر زبانشناس و خاورشناس نامدار، واژه آریایی را برای این خانواده زبانی برگزید.
از برجسته‌ترین کارهای وی در این خانواده زبانی، پایه‌ریزی روش درست بازسازی کامی‌ها است.